# 畑田康太朗
畑田 康太朗 (はただ こうたろう、2000年1月6日 - )は、ジャパンラグビーリーグワン日野レッドドルフィンズに所属するラグビー選手。

## プロフィール
- 福岡県出身[1]。
- ポジションはスクラムハーフ(SH)。
- 身長 167 cm、体重 69 kg

## 略歴
2019年、筑紫丘高校卒業後、鹿児島大学に入学。
2022年、鹿児島大学ラグビー部の副将に就任。
2023年、日野レッドドルフィンズに加入。
2024年3月2日に行われたJAPAN RUGBY LEAGUE ONE第8節レッドレグリオンズ戦に途中出場でリーグワン公式戦初出場を果たした。